# ديني كلانتون
ديني كلانتون (بالإنجليزية: Denny Clanton)‏ هو لاعب كرة قدم أمريكي، ولد في 4 أبريل 1982. لعب مع شيكاغو فاير.